# دريمتسي نجاشام

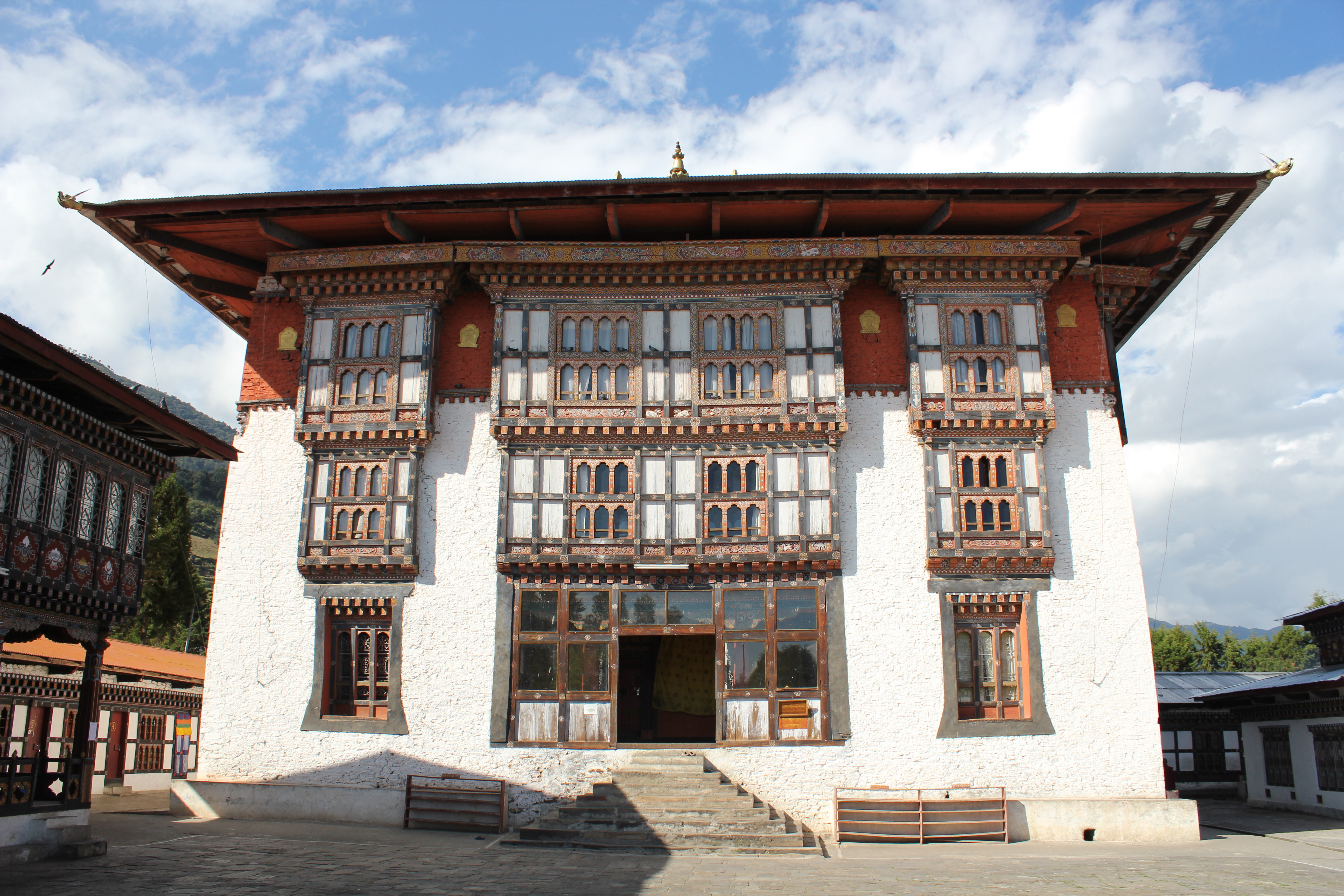
معبد دريمتسي حيث يقام الاحتفال الراقص.

دريمتسي نجاشام (وتعني رقصة القناع على الطبول) هي رقصة مقدسة تُؤدى في قرية دريمتسي [الإنجليزية] في شرق بوتان. تؤدى الرقصة مرتين في السنة خلال مهرجان دريمتسي الذي يقام في الشهرين الخامس والعاشر من التقويم البوتاني. ينظم المهرجان من قبل دير أوجين تيجشوك نامدرويل تشولينج لتكريم بادماسامبهافا، وهو معلم بوذي من القرن الثامن.
يشارك في العرض الراقص ستة عشر راقصاً يرتدون الأقنعة، برفقة مجموعة من عشرة موسيقيين. يرتدي الراقصون الجلباب الرهباني وأقنعة خشبية تصور مجموعة متنوعة من الحيوانات الحقيقية والأسطورية. تستخدم المجموعة الموسيقية مجموعة من الآلات بما في ذلك "الصنج والأبواق والطبول"، والتي تتميز بعناصر مميزة مثل بانج نجا (طبلة أسطوانية كبيرة)، ولاج نجا (طبلة مسطحة دائرية صغيرة محمولة باليد)، ونجا تشن (طبل يتم العزف عليه باستخدام عصا الطبل المنحنية).
يؤدي الراقصون أولاً رقصة صلاة في ضريح سولديب الرئيس، قبل أن يظهروا واحدًا تلو الآخر في باحة الدير. تتكون الرقصة من جزأين: جزء هادئ تأملي يمثل الآلهة المسالمة، وجزء رياضي سريع يمثل الآلهة الغاضبة.
تقدم هذه العروض الراقصة من ما يقرب من خمسة قرون. وفي أواخر القرن التاسع عشر، بدأت الرقصة تنتشر إلى أجزاء أخرى من بوتان. واليوم، تطورت الرقصة لتصبح أشبه بمثابة رقصة وطنية للبلاد، تمثل هوية الأمة البوتانية.

## الإدراج في اليونسكو
تم إدراج رقصة دراميتس نجاشام في القائمة التراث الثقافي غير المادي للبشرية من قبل منظمة اليونسكو عام 2008، على الرغم من إعلانها في الأصل عام 2005.  أن "عدد الممارسين يتضاءل بسبب قلة وقت التدريب، وغياب آلية منهجية لتدريب وتكريم الراقصين والموسيقيين، وانخفاض الاهتمام بين الشباب بها". 

## الدعم الحكومي
كلية دراسات اللغة والثقافة في الجامعة الملكية في بوتان تعمل على برنامج لتنسيق وتنفيذ مشروع للحفاظ على رقص دراميتس نجاشام وتعزيزه.  تم تمويل المشروع من قبل الصناديق الاستئمانية اليابانية لحماية التراث الثقافي غير المادي، من خلال اليونسكو.   يتضمن البرنامج تعزيز القدرات التدريبية للدير، وتجميع الوثائق الموجودة، وتسجيل مقاطع فيديو للرقص، والبحث في تاريخها، والأنشطة الترويجية.  وكانت نتيجة المشروع كتابًا عن الرقص مكتوبًا باللغتين الإنجليزية والزونخاية وفيلم مصاحب.  

## روابط خارجية
- فيلم وثائقي قصير لليونسكو عن الرقص
- أداء آخر للرقص